# Liveri
Liveri là một đô thị ở tỉnh Napoli ở vùng Campania, cách khoảng 30 km về phía đông bắc của Napoli. Tại thời điểm ngày 31 tháng 12 năm 2004, đô thị này có dân số 1.725 người và diện tích là 2,6 km².
Liveri giáp các đô thị: Carbonara di Nola, Domicella, Marzano di Nola, Nola, Palma Campania, San Paolo Bel Sito, Visciano.